# Dani Umpi
Daniel Umpiérrez (Tacuarembó, Uruguay; 1 de noviembre de 1974),  más conocido como Dani Umpi, es un cantante, músico, escritor y artista visual uruguayo.

## Biografía
Nacido en el departamento de Tacuarembó, el 1 de noviembre de 1974, en una familia católica dedicada a actividades ecuménicas. Estudió en el colegio jesuita Colegio San Javier y posteriormente en Universidad de la República. Es licenciado en Ciencias de la Comunicación por la Universidad de la República (UdelaR). Reside en Montevideo desde 1993. 
Hacia mediados de los años 90 comenzó a presentar pequeños poemas y, más tarde, se presentó como un showman. Ganó, a través de acciones como "Pijama Party" junto a la cantautora Samantha Navarro, el Primer Premio en "Poesía Viva" (Montevideo, 1998) y "Dj Midi" junto a Andrea Vaghi (Montevideo, 1999). También obtuvo el "Premio Joven Sobresaliente 2002" (Montevideo). 
Ha sido tapa de la populares revistas uruguayas Bla y Sábado Show, del Diario El País, bajo el título: ¿Quieres ser Dani Umpi?.

"Dani Umpi es como un yo exagerado, donde todos los tics están con más volumen".
Daniel Umpiérrez

El inicio de su carrera musical coincidió con su interés y su acercamiento al estilo de vida straight edge (en su primera fase), movimiento con el que simpatizó durante un breve período sin muchas manifestaciones públicas al respecto. Pese a no participar del mismo, la influencia de algunos lineamiento de esta filosofía cada tanto se hizo notoria en Umpi, a través de su público rechazo al consumo de alcohol, tabaco y drogas recreacionales.
También ha hecho diversas muestras plásticas y fotográficas. En 2013 presentó en Montevideo una muestra collage en la galería Xippas, colaboró para el aniversario del Hipódromo de Maroñas, homenajeando a uno de los caballos ganadores y participó en la muestra "Músicos en obra", integrada por otros artistas indies como Rosario Bléfari, Alfonso Barbieri y Axel Krygier.
En 2017 colaboró en el suplemento Soy del diario Página 12 y en revista Regia.
En septiembre de 2020, participó del programa televisivo MasterChef Celebrity Uruguay en Canal 10.

## Letras
Como escritor comenzó a producir a comienzos del 2000. Sus primeros libros se publicaron en Argentina.   
Al principio se trató de textos cortos, como Porque nuestro amor es una esmeralda que un ladrón robó, publicado en 2000, Abrázame y verás que aún en nuestro ser hay fuego que apagar, de 2001, Tu arrogancia es una flor, de 2002 y Cuestión de tamaño, de 2003. Ese mismo año apareció su primera novela Aún soltera, editada por Eloísa Cartonera. Al año siguiente publicó Miss Tacuarembó, novela que fue llevada al cine en 2010 por Martín Sastre, protagonizada por Natalia Oreiro.  
En 2009 apareció su tercera novela, Solo te quiero como amigo y el libro de cuentos Niño rico con problemas (y algunos otros cuentos).   
Ese año realizó su primera experiencia teatral, convocado por el Centro Cultural Rojas de Buenos Aires para el ciclo “Decálogo VII”. Nena, no robarás es el título de su primera comedia musical. La obra escrita y compuesta por Umpi, junto al músico uruguayo Javier Vaz Martins (integrante del grupo Astroboy) fue dirigida por la argentina Maruja Bustamante y la protagonizó la actriz Romina Ricci.
En 2010 publicó su primer libro de poemas La vueltita ridícula y al año siguiente, el libro infantil El vestido de mamá.   
En 2012 llegó el turno de Un poquito tarada, su primera novela publicada en Uruguay. Ese mismo año escribió y dirigió la pieza Marta, la musical, presentada en Buenos Aires.   
En 2013 dio una serie de conferencias en esa misma ciudad sobre melodrama y novela rosa y apareció en la antología Nuevos borders, de Eloísa Cartonera. Publicó en Uruguay un libro de cuentos titulado A quién quiero engañar, bajo el sello Criatura Editora.    
Como escritor es considerado uno de los autores más multifacéticos y originales de su generación. Su estilo puramente posmoderno y ecléctico recuerda a los de otros escritores, como Manuel Puig, César Aira o Felisberto Hernández. Sus libros han sido bien recibidos por la crítica y aclamados por otros escritores jóvenes, que lo visualizan como uno de los mejores exponentes de su época.

### Libros publicados
| Año  | Título                                           | ISBN              | Editorial           | Otros |
| ---- | ------------------------------------------------ | ----------------- | ------------------- | --- |
| 2003 | Aún soltera                                      | 987-22648-5-6     | Eloísa Cartonera    | |
| 2004 | Miss Tacuarembó                                  | 987-1180-03-9     | Interzona Editora   | Premiado por Revista Posdata, Montevideo                                                                   |
| 2006 | Sólo te quiero como amigo                        | 987-1180-34-9     | Interzona Editora   | |
| 2006 | Aún soltera                                      |                   | Mansalva            | reeditada                                                                                                  |
| 2009 | Sólo te quiero como amigo                        |                   | Estruendomudo       | reeditada                                                                                                  |
| 2009 | Niño rico con problemas (y alguno otros cuentos) |                   | La Propia Cartonera | Contiene los cuentos "Niño rico con problemas", "La moneda", "Dominar la situación" y "No me puedo quejar" |
| 2010 | La vueltita ridícula                             | 978-987-1405-20-6 | Vestales            | |
| 2010 | Nena, no robarás                                 | 978-987-1075-87-4 | Libros del Rojas    | en "Decálogo, indagaciones sobre los 10 mandamientos. Tomo III" coordinado por Matías Umpierrez.           |
| 2011 | El vestido de mamá                               | 978997481346      | de Criatura Editora | con ilustraciones de Rodrigo Moraes.                                                                       |
| 2012 | Un poquito tarada                                | 9789974700130     | Editorial Planeta   | |
| 2013 | ¿A quién quiero engañar?                         | 9789974841901     | de Criatura Editora | Contiene los cuentos "Los baches", "El recuerdo del futuro", "Mutílidos", entre otros.                     |

## Artes visuales
Como artista visual ha expuesto sus creaciones en Uruguay y el exterior y participado en numerosas exposiciones colectivas. Realizó objetos, videoarte e instalaciones utilizando collage, fotografías, textos y elementos inusuales como prendas de vestir o muebles. Integró el Movimiento Sexy y la Fundación de Arte Contemporáneo. En 2010 participó en la Bienal de Sao Pablo y en 2012 en la Bienal de Montevideo. Obras de su autoría integran la Colección Engelman-Ost.

### Exposiciones
| Año  | Título                         | Lugar                                          | Otros                         |
| ---- | ------------------------------ | ---------------------------------------------- | ----------------------------- |
| 2009 | “Superbacana”                  | Plataforma, MEC, Montevideo, Uruguay           | Curaduría de Santiago Tavella |
| 2010 | “Nem Luxo, Nem Lixo”           | Galería OZ, Buenos Aires, Argentina            |                               |
| 2010 | “Todo incluido”                | Galería Jacob Karpio. San José, Costa Rica     |                               |
| 2011 | “Eterna”                       | Galería Daniel Abate, Buenos Aires, Argentina  |                               |
| 2011 | “La evolución del ser”         | Galería Soa, Montevideo, Uruguay               |                               |
| 2013 | “Informática”                  | Xippas Arte Contemporáneo, Montevideo, Uruguay |                               |
| 2017 | “Maldito duende”               | Galería Hache, Buenos Aires, Argentina         | Curaduría de Graciela Hasper  |
| 2024 | "El humo huyendo del incendio" | Centro de arte UNLP                            | Curaduría de Rodrigo Barcos   |

## Música

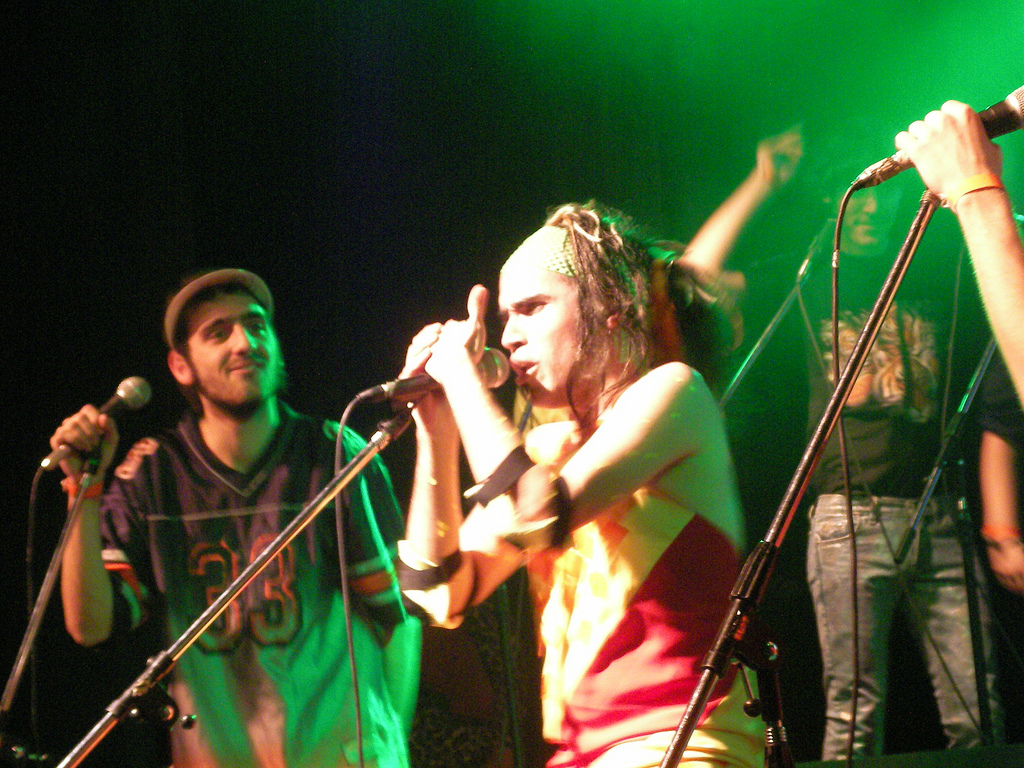
Dani Umpi en un concierto en La Trastienda de Buenos Aires en julio de 2007.

Como artista musical se ha presentado en colaboración con otros artistas, como Fito Páez, Wendy Sulca, Luciano Supervielle, Ignacio Herbojo, Max Capote, Patricia Curzio y Carlos Perciavalle.
Su primer disco oficial llamado Perfecto, fue lanzado en 2005 y ganó en los Premios Graffiti de Uruguay, el premio al Mejor Diseño de Portada.
Contó con la producción artística de Daniel Anselmi y ejecutiva de Gabriel Turielle. Las fotografías fueron realizadas por Rafael Lejtreger. También participaron en él Patricia Curzio, Ale Sergi, Sergio Pángaro, Luciano Supervielle, Max Capote, Paola Bianco, Noelia Campo y Carlos Perciavalle, entre otros artistas.  
Por este trabajo obtuvo una nominación a los premios MTV Latinoamérica 2006 en la categoría Mejor Artista Independiente.
Uno de los destaques del disco es la versión de la canción de Jaime Roos, Amándote ("Loving you"). Este tema llegó a las radios montevideanas e ingresó en la lista de más pedidos de Urbana FM. También ha traducido otros grandes éxitos como el de José Luis Perales, "¿Y cómo es él?".
En el disco Dramática, de 2009, la guitarra acústica de Soiza y la voz de Umpi versionan clásicos de pop y del rock, de El Otro Yo, Valeria Lynch, Ace of Base, Fun People y Pet Shop Boys, entre otros.
En 2011 realizó varias presentaciones en su país y en Argentina. En octubre se presentó en los festejos por el Bicentenario de la Emancipación en Montevideo. También canta junto a Andrés Calamaro, en su visita a Uruguay. 
En 2012 lanzó su tercer álbum de estudio, Mormazo. A principios de ese año se estrenó su tema promocional «El tiempo pasar», en el cual colaboraron musicalmente Wendy Sulca y Fito Páez. Ese mismo año, editó Dani Umpi Piano Vol. I, junto a Álvaro Sánchez, una recopilación de sus temas anteriores en acústico y el disco Hijo Único, junto a Sofía Oportot e Ignacio Redard.
En 2013 se embarcó en una gira musical por Argentina, Brasil y España, donde fue aclamado por la crítica. También realizó una gira nacional por varias ciudades del interior, donde, previo a sus recitales, dirigió un taller con el público, con quien diseñó conjuntamente el vestuario y la escenografía del espectáculo. Sus show musicales mezclaron una performance inusual y un estilo musical que muestra las distintas variantes del pop y lo kitsch. 

"Quiero ser como una cruza entre Yoko Ono y Cris Morena".
Dani Umpi

De regreso a su país, condujo un programa de entrevistas que reunió a personalidades de la escena local y que se transmitió en vivo por Internet, llamado "Dani Umpi y tú". 
En 2014 lanzó Dani Umpi Piano Vol. II, nuevamente junto a Álvaro Sánchez y emprendió una gira por varias ciudades de Argentina, Uruguay y Brasil.
En 2016 volvió a actuar en Madrid y en varias ciudades de Latinoamérica. Preparó su nuevo disco Lechiguana, producido por Contrapedal Records, que se lanzó a fines de ese año. El primer sencillo La yuta fue lanzado en video en mayo de ese año y obtuvo gran reconocimiento por su propuesta excéntrica y grotesca que recuerda al Umpi de los primeros discos.

### Premios y nominaciones
| Año  | Distinción                                | Lugar         | Otros                                                 |
| ---- | ----------------------------------------- | ------------- | ----------------------------------------------------- |
| 2006 | Ganador: Mejor Diseño de Portada          | Uruguay       | Premios Graffiti 2006, "Perfecto" (Sebastián Santana) |
| 2006 | Ganador: Productor del año                | Uruguay       | Premios Graffiti 2006, Daniel Anselmi por "Perfecto"  |
| 2006 | Ganador: Mejor Productor del año          | Uruguay       | Premios Graffiti 2006                                 |
| 2006 | Nominado: Artista Revelación del año      | Uruguay       | Premios Graffiti 2006                                 |
| 2006 | Nominado: Mejor Solista del año           | Uruguay       | Premios Graffiti 2006                                 |
| 2006 | Mejor Página Web                          | Uruguay       | Premios Graffiti 2006, Nicolás Verón y Rodrigo Moraes |
| 2006 | Nominado: a “Mejor artista independiente” | Latinoamérica | MTV Awards Latinoamérica                              |

### Discografía
| Año  | Título                        | Sello               | Otros                                         |
| ---- | ----------------------------- | ------------------- | --------------------------------------------- |
| 2005 | Perfecto                      | Contrapedal Records | cuenta con la canción Amándote ("Loving you") |
|      |                               | SECSY MUSIC         | edición en el exterior, Argentina.            |
|      |                               | EMI MUSIC/LABELS    | edición en el exterior, México.               |
| 2006 | ePOP Esencial                 |                     | participación en compilado, Chile.            |
| 2006 | A Bush no le va a gustar      |                     | participación en compilado, Argentina.        |
| 2006 | Compilado de Apuestas Sonoras |                     | Revista Zona de Obras, España                 |
| 2009 | Dramática                     | Contrapedal Records | Adrián Soiza y Dani Umpi                      |
| 2011 | Mormazo                       | Contrapedal Records | Dani Umpi                                     |
| 2012 | Hijo Único                    |                     | Sofía Oportot, Ignacio Redard y Dani Umpi     |
| 2012 | Piano Vol. I                  | Contrapedal Records |                                               |
| 2014 | Piano Vol. II                 | Contrapedal Records |                                               |
| 2017 | Lechiguanas                   | Contrapedal Records |                                               |
| 2023 | Guazatumba                    | La Banda del V.I.P. |                                               |

#### Videos musicales
| Año  | Canción                          | Disco               | Otros                                                                                        |
| ---- | -------------------------------- | ------------------- | -------------------------------------------------------------------------------------------- |
| 2006 | No hay Cómplices                 | Perfecto            | dirigido por Silvia Giusto, difundido por MTV                                                |
| 2006 | Atracción                        | Perfecto            | dirigido por Juan Iervolino y Martín Urrutia (primera versión)                               |
| 2006 | Nueva Generación                 | Perfecto            | dirigido por Matías y Agustín Ferrando.                                                      |
| 2007 | Atracción                        | Perfecto            | dirigido por Oliver Garland, (segunda versión, con motivo de la edición del disco en México) |
| 2008 | Dark room                        | Perfecto            | dirigido por Matías y Agustín Ferrando.                                                      |
| 2009 | California (que el cielo existe) |                     | sobre el poema de Esteban García, dirigido por Gustavo Marras.                               |
| 2009 | Killer                           | Dramática           | dirigido por Martín Rivero y Matías Paparamborda.                                            |
| 2011 | ¿Qué diría tu madre?             | Gran Conquista      | dirigido por Bárbara Vespa y Agustín Ratti, con Denise Murz.                                 |
| 2011 | Tres Pasos                       | Mormazo             | dirigido por Luciano Demarco.                                                                |
| 2012 | Johnny Depp/Deep                 | Polémico            | dirigido por Superio, con Portadores de Hip Hop.                                             |
| 2012 | Tan Divertida                    |                     | dirigido por Dita Deren, con Dios del Pop.                                                   |
| 2013 | Sambayón                         | Mormazo             | dirigido por Fredo Landaveri.                                                                |
| 2016 | La Yuta                          | Lechiguanas         | por Emilio Bianchic.                                                                         |
| 2017 | Tebas                            | Lechiguanas         | Por Alexis dos Santos                                                                        |
| 2020 | Otro Tipo de Berlín              | Lechiguanxs (Box 2) | dirigido por Guillermo Bravo y Olatz Urkia                                                   |
| 2020 | Ideas en mente                   | Lechiguanxs (Box 1) | dirigido por Santiago Álvarez Giraldo.                                                       |
| 2022 | Corazón                          |                     | dirigido por Marcos Caballero, con Goro Gocher.                                              |
| 2022 | Pacífico Atlántico               |                     | dirigido por Marcos Caballero, con Goro Gocher.                                              |
| 2023 | La Mitad                         | Guazatumba          | dirigido por Emilio Bianchic.                                                                |
| 2023 | Circular                         | Guazatumba          | dirigido por Marina Giancaterino.                                                            |
| 2024 | Gente Loca                       | Guazatumba          | dirigido por Sergio Lamanna, con Masoniería.                                                 |
| 2025 | Nacha                            | Bromance            | dirigido por Julian Desbats, con Julian Desbats.                                             |